# Гербы городов Воронежской области

## Современные гербы

### Гербы городов Воронежской области

Герб Воронежа
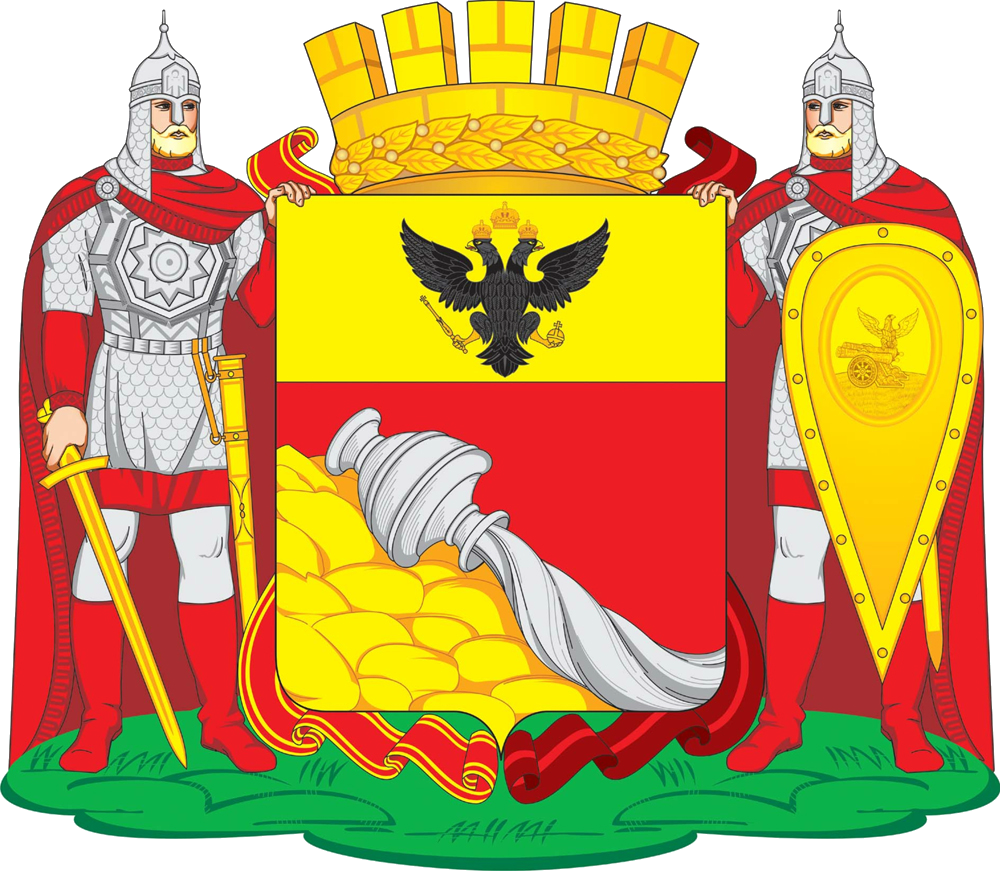
полный
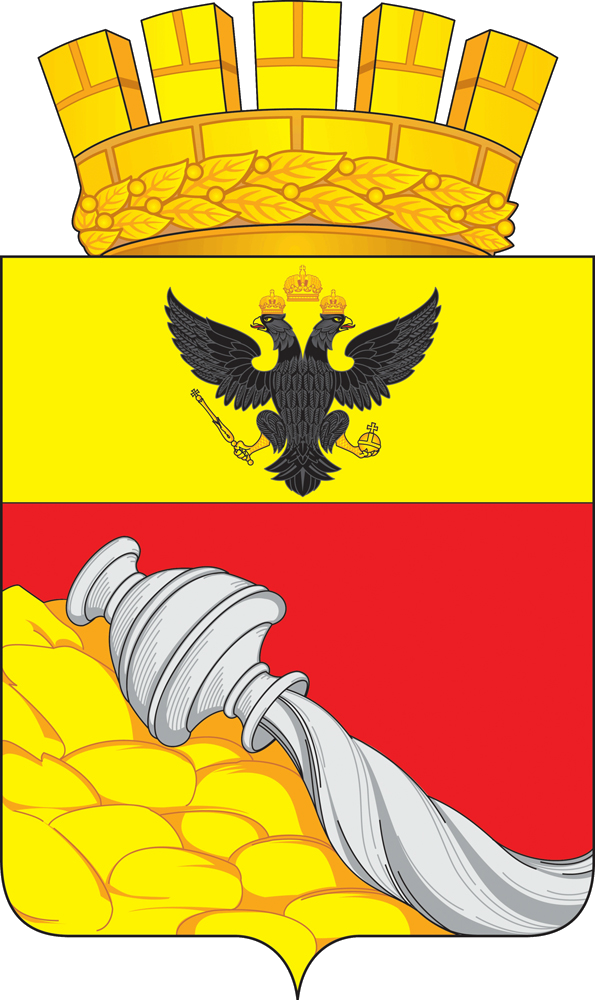
средний
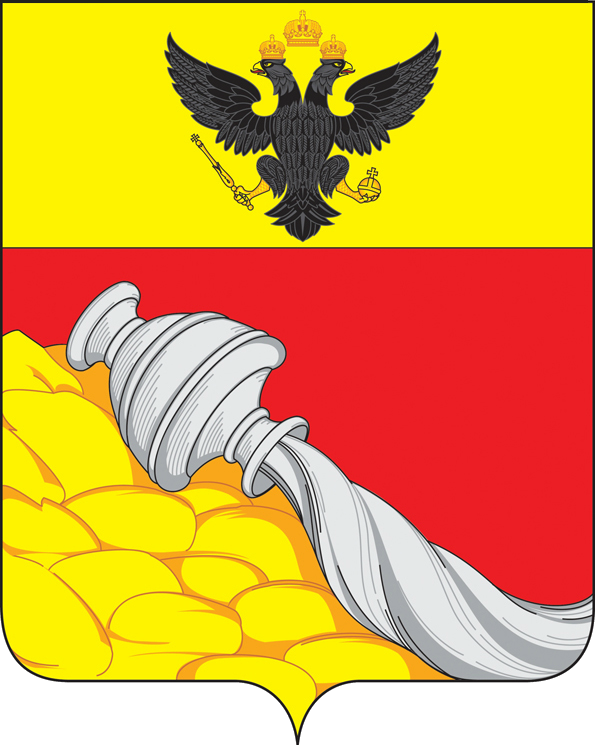
малый

Гербы других городов области
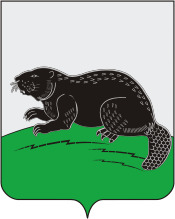
Бобров
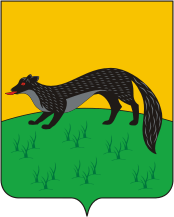
Богучар
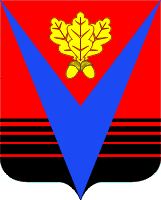
Борисоглебск
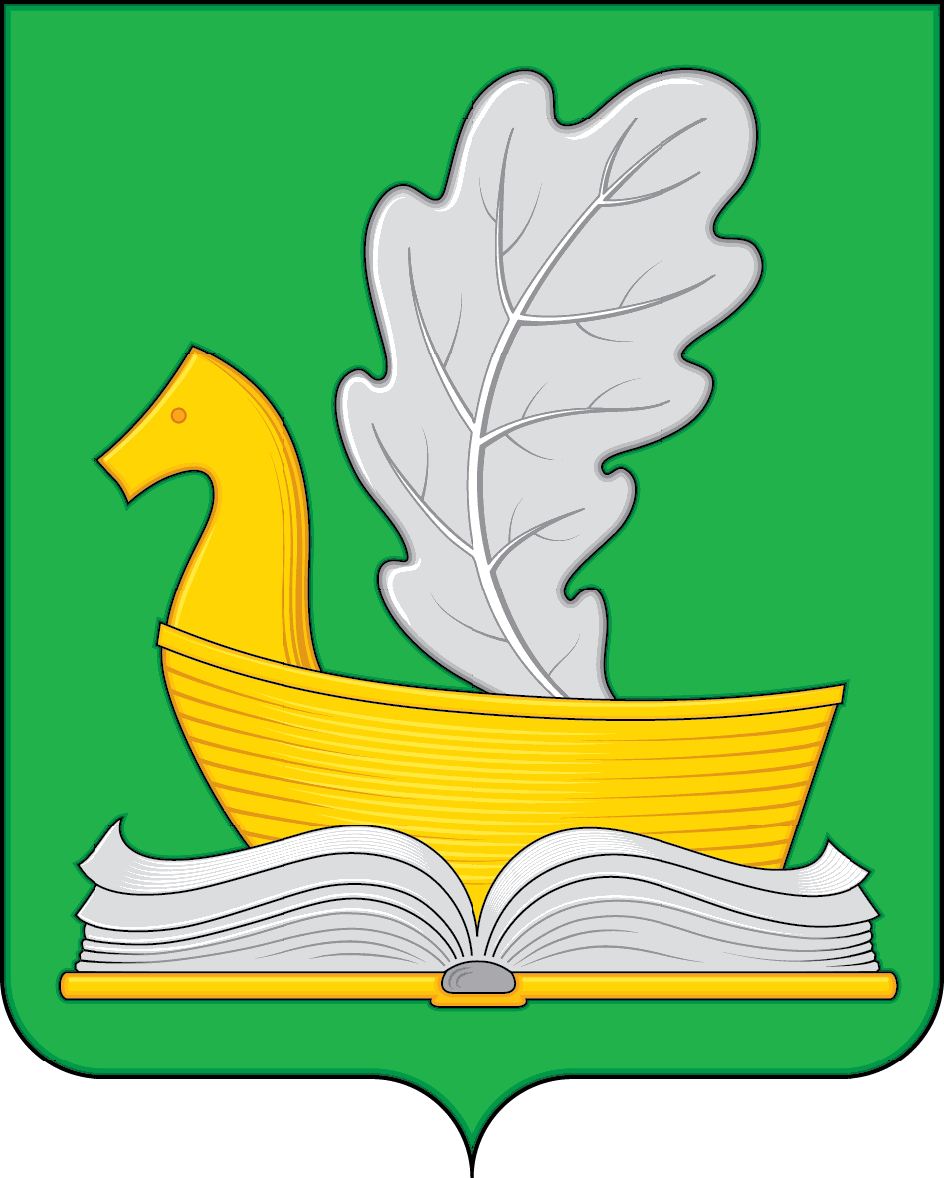
Бутурлиновка
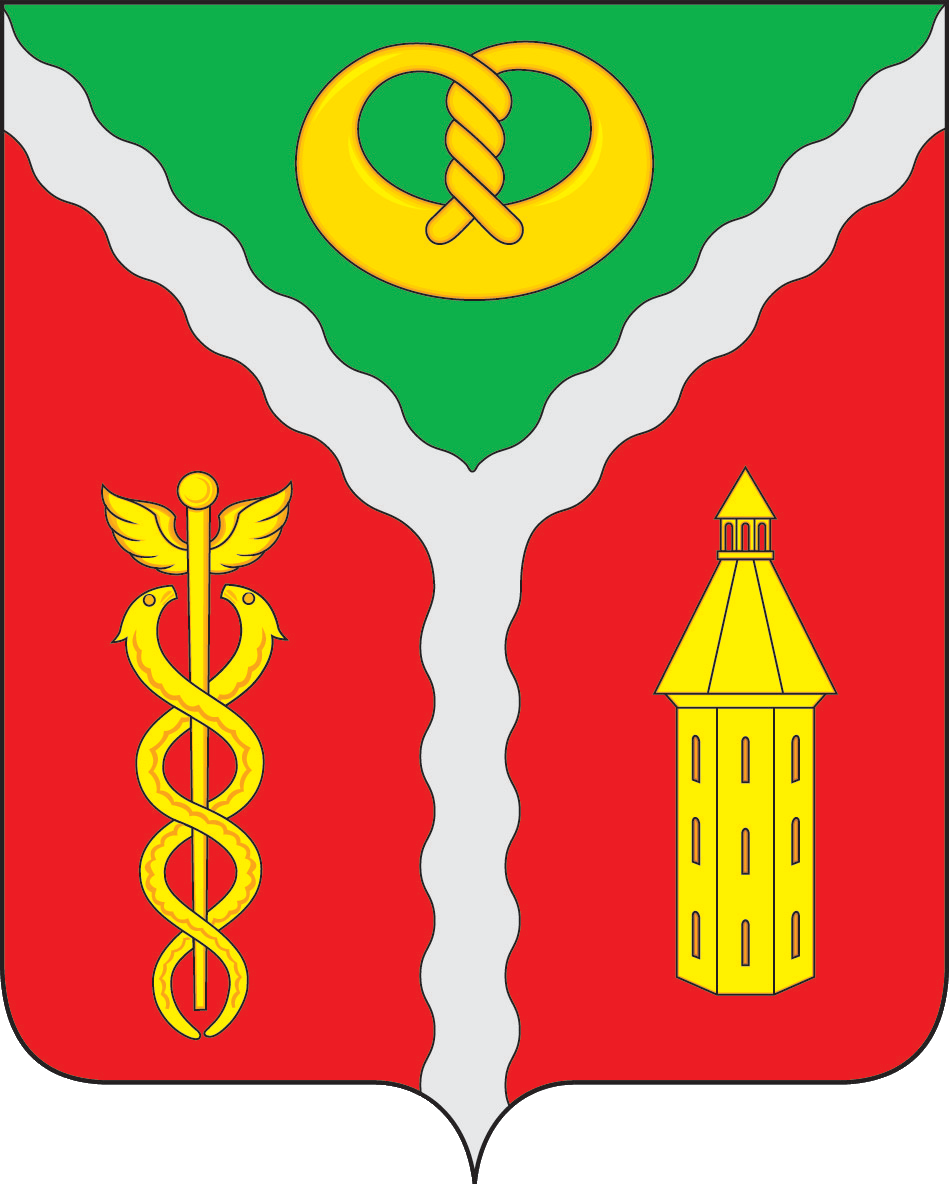
Калач
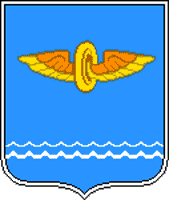
Лиски
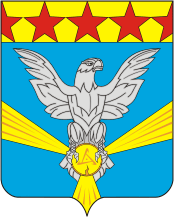
Нововоронеж
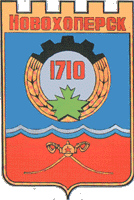
Новохопёрск
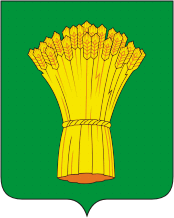
Острогожск
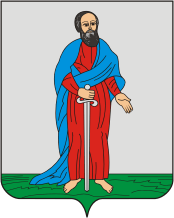
Павловск
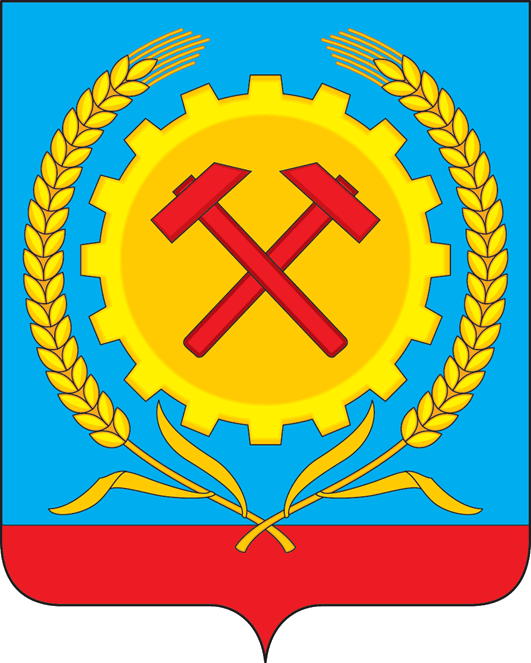
Поворино
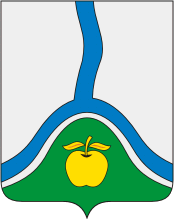
Россошь
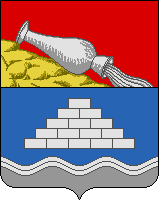
Семилуки
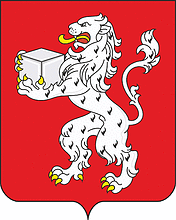
Эртиль

### Гербы населённых пунктов Воронежской области

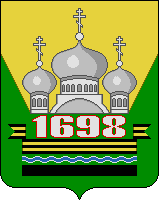
пгт Анна
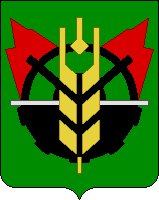
село Верхний Мамон
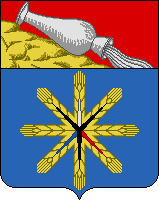
село Верхняя Хава
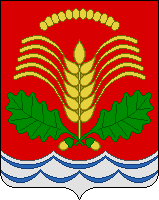
пгт Грибановский
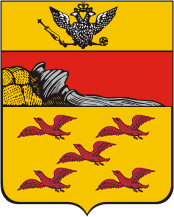
село Землянск
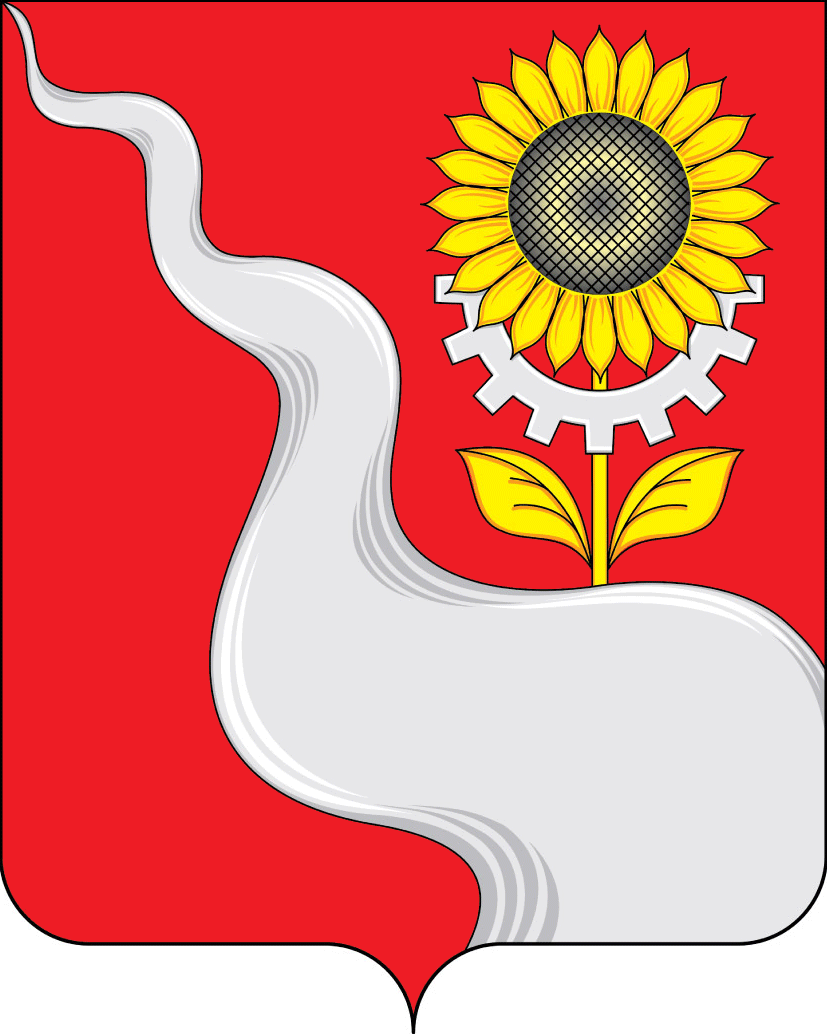
пгт Каменка
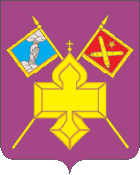
пгт Кантемировка
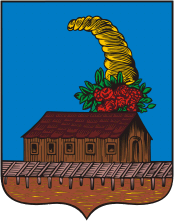
село Коротояк
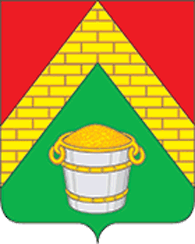
пгт Латная
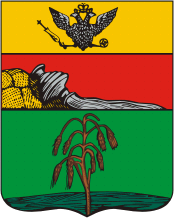
село Нижнедевицк
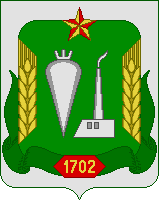
пгт Ольховатка
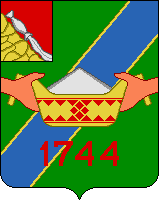
пгт Нижний Кисляй
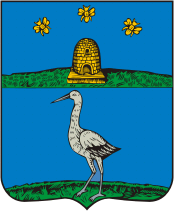
село Русская Гвоздёвка
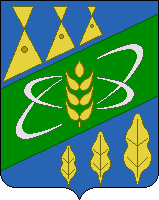
пгт Таловая

## Старые гербы

Старый герб г. Воронежа
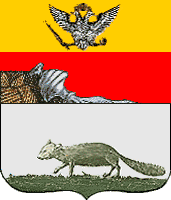
Герб г. Боброва (1781)
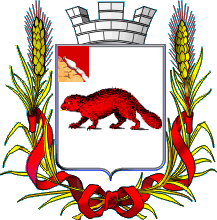
Герб г. Боброва (1859)
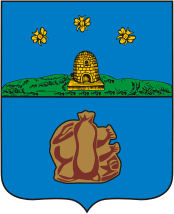
Герб г. Борисоглебска (1781)
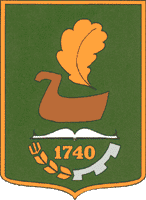
Герб г. Бутурлиновки (1990)
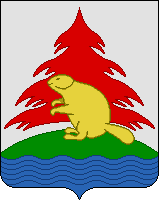
пгт Краснолесный (ныне - мкр-н Воронежа)
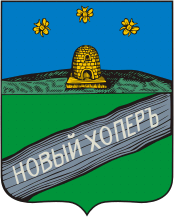
Герб г. Новохопёрска (1781)
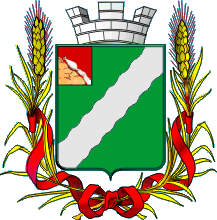
Герб г. Новохопёрска (1859)
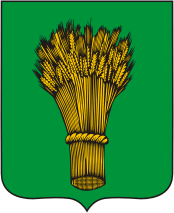
Герб г. Острогожска (1781)
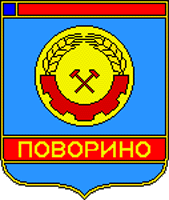
Старый герб г. Поворино
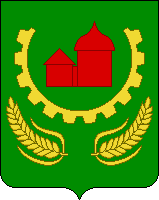
Герб г. Эртиль (2006)